# 维贡扎
维贡扎（義大利語：Vigonza），是意大利威尼托大区帕多瓦省的一个市镇。总面积33.32平方公里，人口21879人，人口密度656.6人/平方公里（2009年）。国家统计（ISTAT）代码为028100。